# Stazione di Lagundo
La stazione di Lagundo (in tedesco Bahnhof Algund) è una fermata ferroviaria sulla ferrovia della Val Venosta. Serve il comune di Lagundo.
La gestione degli impianti è affidata a Strutture Trasporto Alto Adige.

## Storia
La fermata venne aperta il 1º giugno 1906 per poi esser chiusa a seguito della dismissione della Ferrovia della Val Venosta, decisa dalle Ferrovie dello Stato nel 1990.
Verso il Terzo millennio la provincia autonoma di Bolzano rilevò la linea ed i fabbricati pertinenti, affidandone la ristrutturazione ai comuni di appartenenza. Anche la stazione di Lagundo venne in tal modo ristrutturata e riaperta al traffico passeggeri nel 2005.

## Strutture e impianti
La stazione dispone di un unico binario passante.
Il fabbricato viaggiatori è in muratura ed ha solo un piano fruibile da parte dei viaggiatori. A latere di esso sorge una pensilina in legno.

## Servizi
La stazione dispone di:
- Parcheggio di scambio per auto e bici;
- Biglietteria self-service;
- Fermata autobus;
- Sala di attesa;
- Servizi igienici.